# William Nassau Kennedy
Pour les articles homonymes, voir William Kennedy et Kennedy.
William Nassau Kennedy (28 avril 1839-3 mai 1885) est un homme politique canadien du Manitoba. Il est maire de Winnipeg 1875 à 1876.

## Biographie

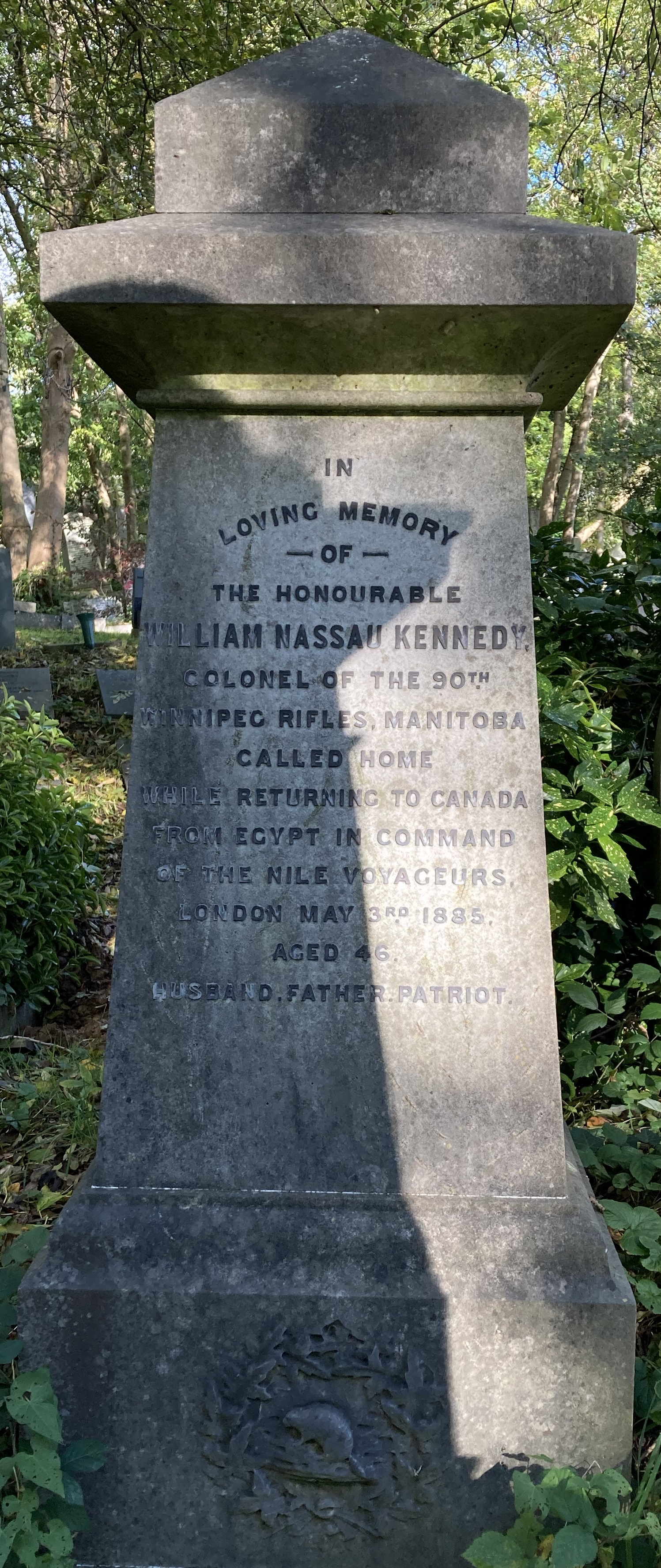
Sépulture de William Nassau Kennedy au cimetière de Highgate

Né à Newcastle dans le Haut-Canada, Kennedy s'enrole dans la Peterborough Rifle Company en 1857. En 1865, il sert durant les raids féniens et il est nommé capitaine des Peterborough Rangers (en) en 1867. En 1870, il se joint à l'expédition de Wolseley pour mater la rébellion de la rivière Rouge. Il demeure au Manitoba à la fin du conflit et occupe brièvement la fonction de maire de Winnipeg.
Il meurt à Londres en 1885 et est inhumé au cimetière de Highgate tout près de la tombe de Karl Marx.